# Devinci

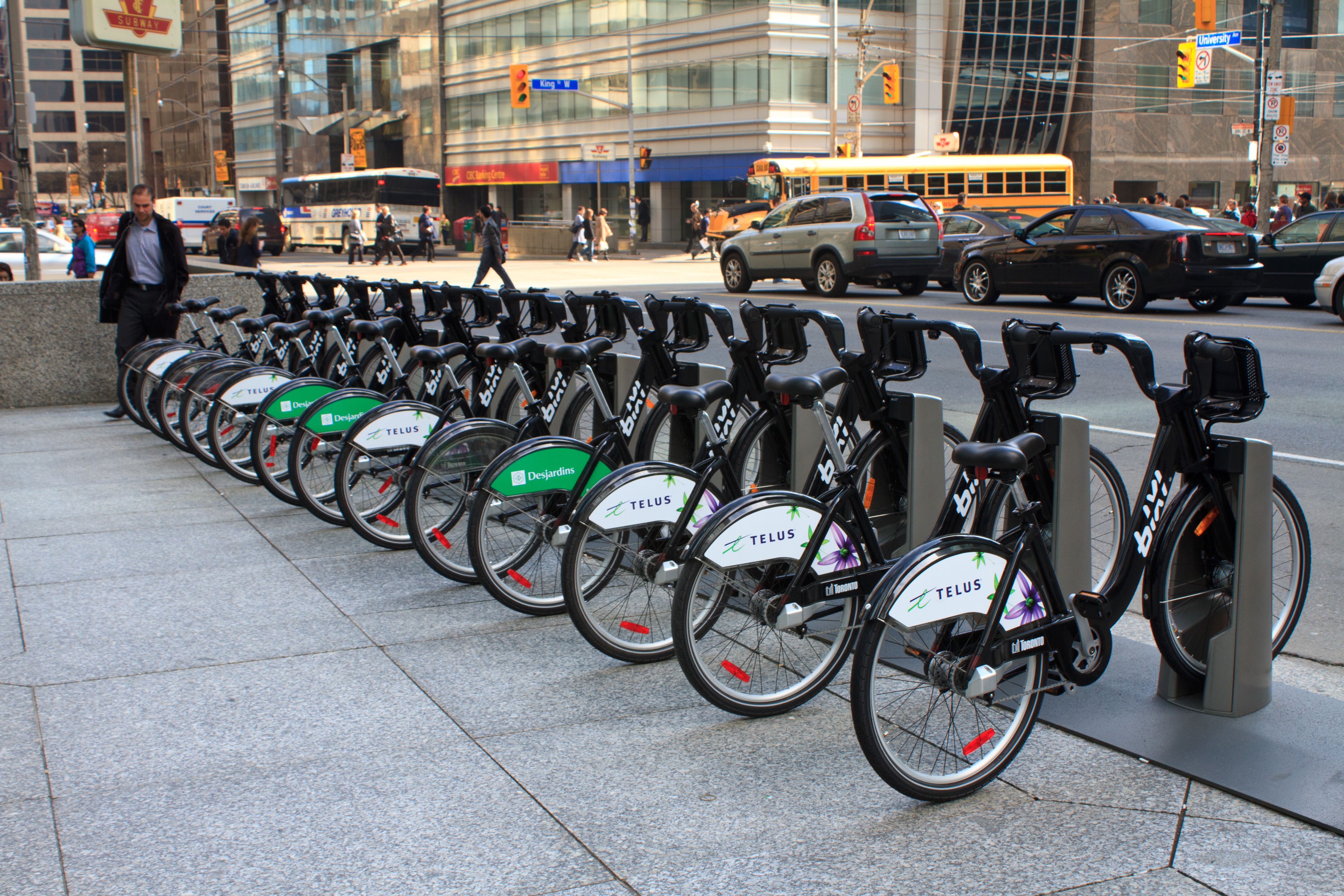
Bixi (bicicletas compartidas) Toronto.

Cycles Devinci es una empresa fabricante de bicicletas canadiense establecida en Chicoutimi, Quebec en 1987. Además de una línea completa de bicicletas de carretera, montaña e híbridas, también fabrica las bicicletas marca BIXI que se utilizan en sistemas de uso compartido en ciudades como Montreal y Toronto. Devinci suministra una bicicleta similar a Santander Cycles en Londres, Inglaterra.

## Historia

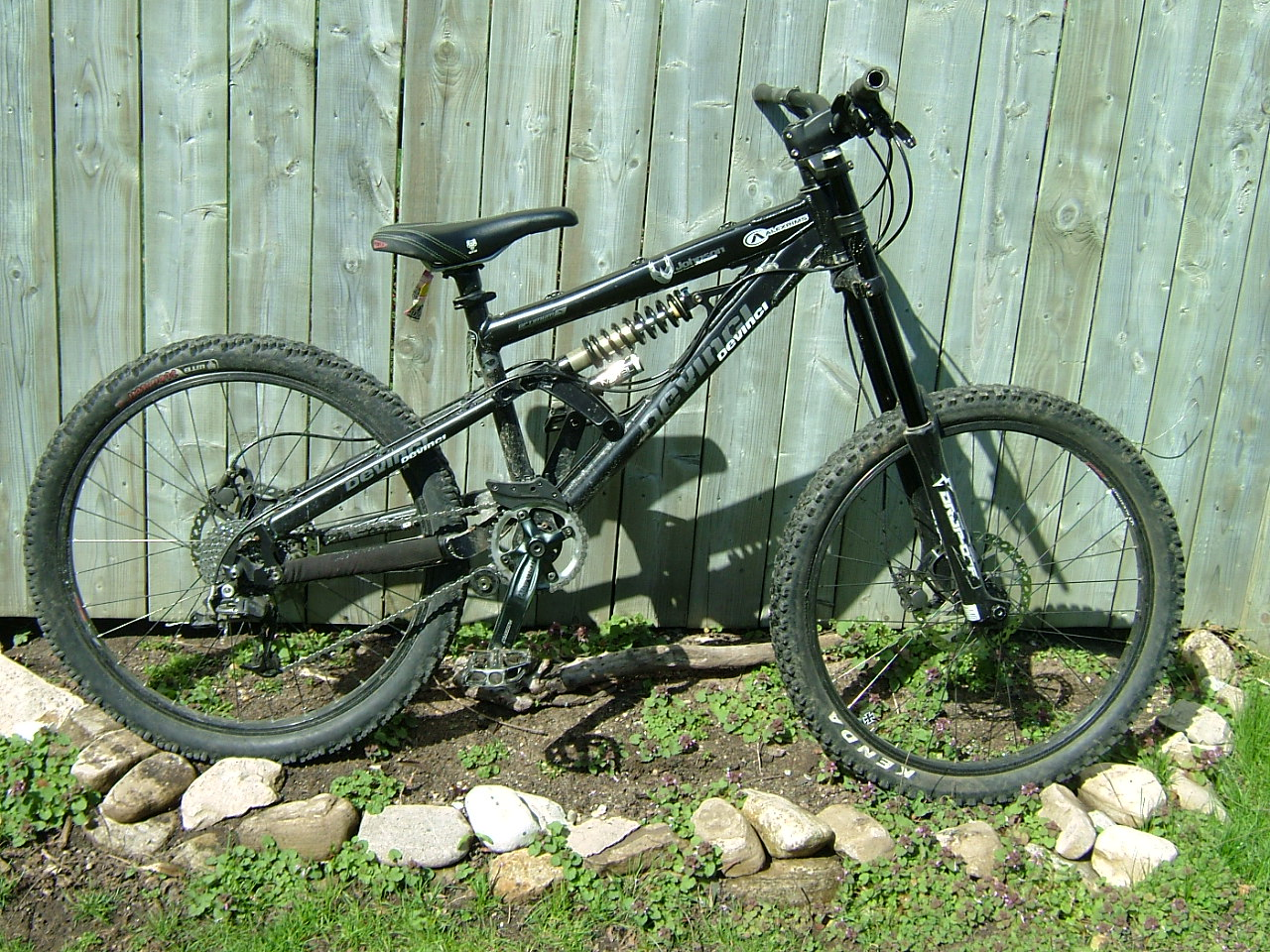
Bicicleta Devinci.

Dos estudiantes de ingeniería de Chicoutimi, Quebec, fundaron Devinci Bikes en 1987. El empresario de bicicletas de carretera, Felix Gauthier, compró la empresa en 1990, con lo que la marca pasó a desempeñar su papel contemporáneo como actor internacional en la fabricación de bicicletas de carretera y de montaña. Bajo la dirección de Gauthier, la marca ha ampliado sus canales de distribución en los Estados Unidos y en el extranjero. Desde entonces, Gauthier ha asumido la propiedad total del negocio.
En 1994 Gauthier fundó la División de Investigación y Desarrollo de Devinci. Esto condujo a la creación de los cuadros Optimum, las bicicletas Ollie Freeride, las Cx y las bicicletas con instrumentos.
En 2001 la empresa se trasladó de su espacio de 800 pies cuadrados a una planta más grande y modernizada. Durante los cinco años siguientes construyó bicicletas de doble suspensión con cojinetes de aguja, bicicletas de carretera Cx con cuadros monocasco de carbono, e introdujo su línea de productos de ciclocrós. En 2004, el modelo Ollie de la firma ganó el premio "Bicicleta Freeride del año" de la revista 26.

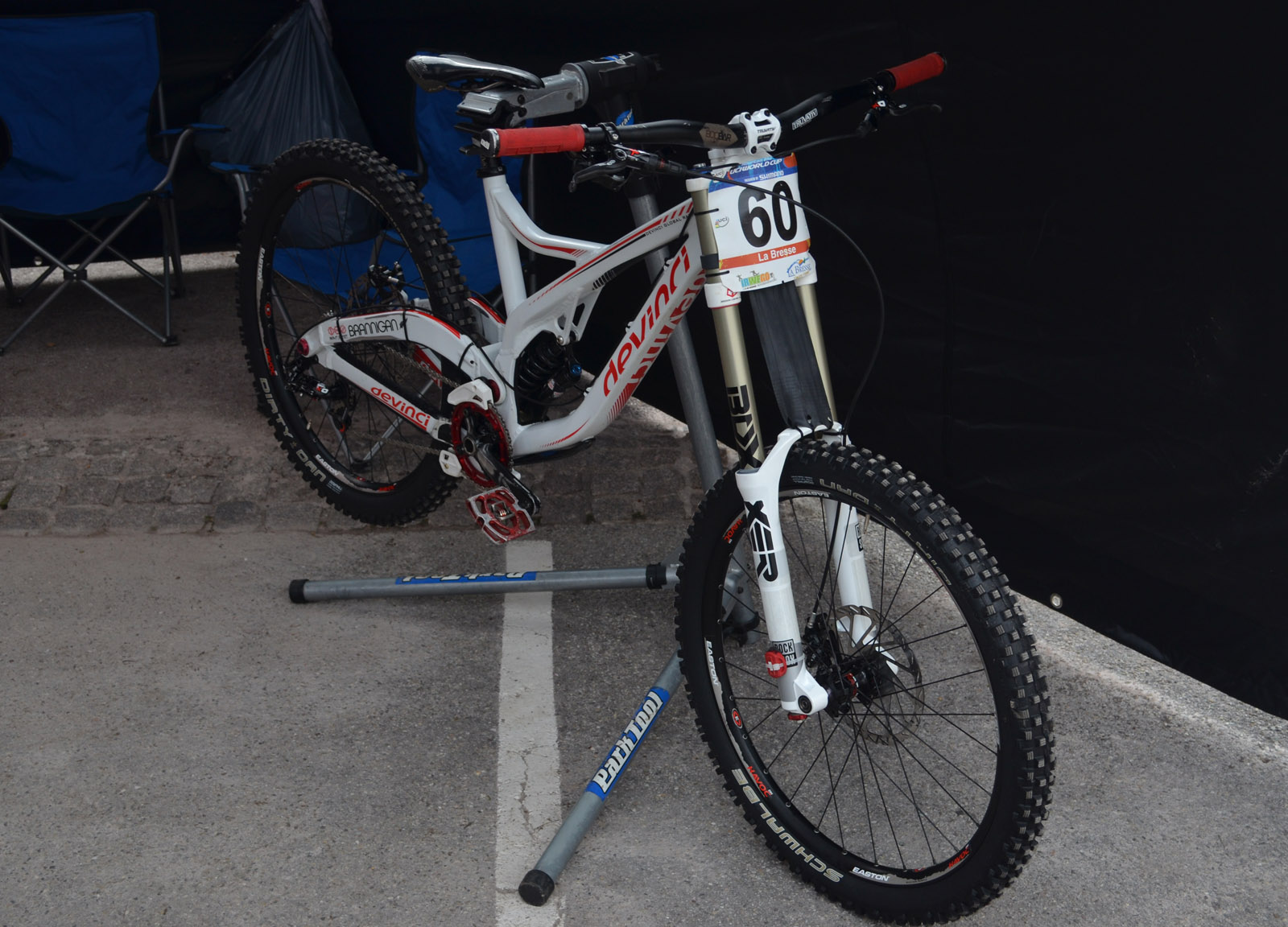
Bicicleta de montaña de descenso (downhill) Devinci Wilson.

En 2007 la empresa introdujo nuevos modelos en su colección de bicicletas de montaña, entre ellos la MoonRacer, Desperado, Remix, Hectik, Frantik y District. Ese mismo año lanzó la Leo, un cuadro de carretera de carbono de alto módulo. Un año más tarde, reveló la línea Wilson de doble suspensión. Siguió esto con la creación de un nuevo equipo de carreras de descenso, usando motos Devinci en el circuito de la Copa del Mundo. En 2009 la bicicleta de alquiler público Bixi llegó a las calles de Montreal, las bicicletas híbridas de alto rendimiento vieron la adición de marcos de carbono, y los marcos Leo fueron rediseñados.
En julio de 2010 Barclays Cycle Hire comenzó a operar con 5000 bicicletas y 315 estaciones de acoplamiento distribuidas por toda la zona de la City of London. Ahora hay 10.000 bicicletas de alquiler Bixi en uso en Londres, ahora operadas bajo el nombre de Santander Cycles.
En mayo de 2012 el miembro del equipo Devinci Global Racing, Steve Smith, pedaleó hasta el primer lugar en el Gran Premio de Estados Unidos en Port Angeles, Washington, en el modelo Wilson de doble suspensión para descenso de Devinci.

## Fábrica/Producción
Devinci ha estado fabricando bicicletas de aluminio en varias encarnaciones de sus fábricas de Chicoutimi, Quebec, desde 1987. La fábrica actual abarca 100 000 pies cuadrados y emplea de 75 a 125 trabajadores, dependiendo de los ciclos de producción.
La fabricación de bicicletas comienza en el departamento de I+D de Devinci. Aquí es donde la ingeniería de suspensión de pivote dividido patentada por Dave Weagle se fusiona con el diseño de cuadros de bicicleta de Devinci. Antes de la producción, se crea una bicicleta de prueba instrumentada. Esta tecnología es propiedad de Devinci y se utiliza para medir las fuerzas del mundo real en una bicicleta combinada con simulaciones CAD por computadora.

## Devinci Global Racing Team
Devinci Global Racing se lanzó en 2010, encabezado por el director del equipo de fábrica, Gabe Fox. Según Fox, el movimiento fue diseñado para galvanizar el compromiso de Devinci con las carreras de bicicleta de montaña de descenso de la Copa del Mundo, así como para impulsar el avance tecnológico interno de sus bicicletas Wilson junto con sus sistemas de suspensión de pivote dividido.
El equipo DGR fue dirigido por Steve "Chainsaw" Smith, un nativo de la isla de Vancouver. En mayo de 2012, Smith consiguió su primera victoria de la temporada en la ronda nº 1 del Gran Premio de estados Unidos en Port Angeles, Washington. En 2011 Smith piloteó su Split Pivot Wilson hasta seis de los diez primeros puestos de la Copa del Mundo y se aseguró un puesto entre los cinco primeros en la clasificación general. También obtuvo el primer lugar en el Abierto Canadiense en Whistler, B.C., y el segundo en el Abierto de Estados Unidos en Vernon, New Jersey. Smith ganó la plata en los Campeonatos Mundiales de 2010. Stevie Smith es el corredor de descenso canadiense más exitoso de la historia.

## Devinci y Bixi
En 2009 el Organismo de Desarrollo Económico del Canadá asignó fondos para ayudar a Cycles Devinci a adquirir equipo y reorganizar su planta para producir bicicletas Bixi para Stationnement de Montreal y la Société de vélo en libre servicio.
Bixi combina las palabras "bicicleta" y "taxi" y es el nombre del sistema de bicicletas públicas de Montreal. Similar a los modelos europeos de bicicletas públicas compartidas, la mudanza fue una primicia para Canadá. En 2009 Devinci fabricó 3000 bicicletas disponibles para su alquiler en 300 estaciones de tres distritos: Ville-Marie, Plateau Mont-Royal, y Rosemont-La Petite-Patrie. El programa de Montreal ha crecido hasta incluir 5000 bicicletas y 400 estaciones para 2012. Las bicicletas también se pueden encontrar en ciudades con programas similares de intercambio de bicicletas como Washington D. C., Londres, Melbourne y Minneapolis.